# Tokdo
Tokdo (anglicky Liancourt Rocks, korejsky 독도 (handža: 獨島), japonsky たけしま (kandži: 竹島) neboli Takešima) je malé souostroví v Japonském moři, které je dlouhodobě předmětem teritoriálního sporu mezi Korejskou republikou a Japonskem. Obě země si kladou historický nárok na vlastnictví ostrovů. V současné době jsou ostrovy spravovány korejskou stranou.

## Geografie
Souostroví se skládá ze 2 skalnatých ostrovů - západního Seodo (korejsky 서도, japonsky 男島 neboli Otokodžima) a východního Donkdo (korejsky 동도, japonsky 女島 neboli Onnadžima), a z 35 dalších menších útvarů. Celková plocha ostrovů zabírá 0,18745 km². Nejvyšší bod je ve výšce 169 m n. m. Nejbližší pevninou je korejský ostrov Ullung-do ležící ve vzdálenosti 87 km; dále to jsou japonské ostrovy Oki (157 km); ostrov Honšú (211 km) a Korejský poloostrov (217 km). Ostrovy jsou vulkanického původu, jejich stáří se odhaduje na 4,5 mil. let a velmi rychle erodují.
Flóra na ostrově je velmi chudá, protože se zde prakticky nevyskytuje půda. Nachází se zde pouze 49 druhů rostlin. Fauna je zastoupena 107 druhy ptáků a 93 druhy hmyzu.
Klima je typické oceánické, mírné. Průměrná teplota v lednu činí 1 °C, v srpnu 23 °C, celoroční zhruba 12 °C. Průměrný roční úhrn srážek dosahuje 1 240 mm, přičemž v zimě intenzivně sněží. Vanou zde silné větry - jihozápadní v létě a severovýchodní v zimě. Obloha je 160 dní v roce zatažená, nebo skoro zatažená.

## Obyvatelstvo
Ostrovy nebyly až do vypuknutí teritoriálního sporu obydleny. Trvalé osídlení se datuje od r. 1965, kdy se zde usadil korejský rybář, který zde také pomáhal vybudovat trvalá zařízení. V současné době (2012) ostrovy obývá starší korejský pár, jenž se zde zabývá rybolovem a malý oddíl korejských policistů a úředníků, jejichž povinností je především obsluha místního majáku a symbolická reprezentace Korejské republiky.

## Historie
Nejstarší zmínka o ostrovech je v korejských záznamech z počátku 15. století a není vzhledem době vzniku a terminologii zcela jasná. Druhý záznam o „ostrovech, které jsou z Ullungdo viditelné za dobrého počasí“, je z r. 1432. První příslušné japonské dokumenty pocházejí z počátku 17. století, kdy bylo vydáno povolení k cestám na ostrovy za účelem lovu lachtanů. Záznamy z pozdějších dob jsou častější jak v japonských, tak korejských pramenech a svým rozsahem odpovídají bezvýznamnosti těchto ostrovů. Jisté je, že když zde v roce 1849 téměř ztroskotala francouzská velrybářská loď Le Liancourt, po které nese souostroví název v mnoha evropských jazycích, nebyly ostrovy obydleny.
Koncem 19. století byly ostrovy součástí Korey a pod japonskou správu přešly počátkem 20. století, ještě před anexí Korey Japonskem. Po porážce Japonska ve druhé světové válce vyvinula japonská diplomacie velké úsilí, aby v mírové smlouvě minimalizovala rozsah území, jehož svrchovanosti se Japonsko explicitně vzdávalo, a ostrovy Tokdo tak v ní nejsou zmíněny. Ve smlouvě o základních vztazích mezi Japonskem a Republikou Korea, která byla uzavřena 22. června 1965, není otázka ostrovů řešena. Jednou z podmínek uzavření této smlouvy bylo stanovení společné rybolovné zóny v okolí ostrovů.

## Územní spor

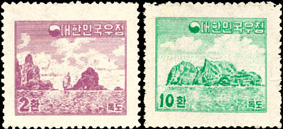
Jihokorejské známky z r. 1954 znázorňující ostrovy Tokdo

Japonsko opírá svoje nároky o skutečnost, že se svrchovanosti nad ostrovy, které získalo ještě před anexí Koreje, nikdy nevzdalo. S odkazem na znění Sanfranciské smlouvy Japonsko několikrát navrhovalo (1954, 1962, 2012), aby byl spor předán mezinárodnímu soudnímu dvoru, což nebylo korejskou stranou nikdy přijato.
Korea vychází z Postupimské deklarace, kterou Japonsko při kapitulaci akceptovalo a ve které se stanovilo, že „suverenita Japonska bude omezena na ostrovy Honšú, Hokkaidó, Kjúšú, Šikoku a některé malé ostrovy, které spojenci určí, jak bylo oznámeno v Káhirské deklaraci v r. 1943“.
V rámci Korejské republiky je správa ostrovů zařazena do okresu Ullung (Ulleung County/울릉군) v provincii Severní Kjongsang (Gyeongsangbuk-do/경상북도). Japonské administrativní členění souostroví (distrikt Oki v prefektuře Šimane) má v současné době vzhledem ke korejské správě ostrovů pouze deklaratorní význam.
Kromě pocitu národní hrdosti jsou důvodem sporu také spekulace o nalezištích zemního plynu pod mořským dnem v okolí ostrovů.